# Into the Woods
Into the Woods er en amerikansk musical/fantasy film fra 2014. Filmen er instrueret af Rob Marshall, og er med Meryl Streep, Anna Kendrick, Chris Pine og Johnny Depp i rollerne.
Filmen havde dansk premiere  	26. marts 2015.

## Medvirkende
- Meryl Streep som Heksen[3]
- Emily Blunt som Bagerens kone[4]
- James Corden som Bageren[5]
- Anna Kendrick som Askepot[6]
- Chris Pine som Askepots prins[7]
- Tracey Ullman som Jacks mor[8]
- Christine Baranski som Askepots stedmor[9]
- Johnny Depp som Ulven[10]
- Lilla Crawford som den lille Rødhætte[11]
- Daniel Huttlestone som Jack[12]
- MacKenzie Mauzy som Rapunzel[13]
- Billy Magnussen som Rapunzels prins[14]
- Tammy Blanchard som Florinda[4]
- Lucy Punch som Lucinda[4]
- Annette Crosbie som den lille Rødhættes bedstemor[15]
- Joanna Riding som Askepots mor[15]
- Frances de la Tour som Kæmpens kone[15]
- Richard Glover som Statholder[15]
- Simon Russell Beale som Bagerens far[15]

Dansk version:
- Betty Glosted som Heksen
- Maria Lucia Heiberg Rosenberg som Bagerens kone
- Mikkel Hansen (skuespiller) som Bageren
- Clarita som Askepot
- Kenneth Christensen som Askepots prins
- Pernille Højmark som Jacks mor
- Nastja Arcel som Askepots stedmor
- Peter Jorde som Ulven
- Laura Wendel som den lille Rødhætte
- Will Iggstrom som Jack
- Cecilie Stenspil som Rapunzel
- Alexandre Willaume som Rapunzels prins